# Fédération japonaise de football
Pour les articles homonymes, voir JFA.
La fédération japonaise de football, appelée Nihon soccer kyôkai (日本サッカー協会, Nihon sakkā kyōkai) ou Japan Football Association (JFA), est une association regroupant les clubs de football du Japon et organisant les compétitions nationales et les matchs internationaux des sélections du Japon : équipe A, féminine A, moins de 23 ans, moins de 20 ans, moins de 17 ans, etc.
La fédération nationale du Japon est fondée en 1921. Elle est affiliée à la FIFA depuis 1929 et est membre de l'AFC depuis 1954.